# Eugène Crosti
Eugène Charles Antoine Crosti (Parigi, 21 ottobre 1833 – Parigi, 30 dicembre 1908) è stato un baritono francese e insegnante di canto.

## Biografia

### Formazione
Studente al Conservatorio Nazionale di Musica di Parigi, ottiene il primo premio al concorso canoro tra studenti nel 1857  .

### Opéra-Comique (1857-1866)
È stato presentato al pubblico per la prima volta all'Opéra-Comique ne La Gioconda .
Interpreta il ruolo del ciambellano ne La fidanzata di Auber, nel febbraio 1858, in Les Sabots de la Marquise di Ernest Boulanger, nel marzo 1858. Ha creato il ruolo di Chapelle in Chapelle et Bachaumont, opera buffa in 1 atto, libretto di Armand Barthet, musica di Jules Cressonois, il 18 giugno 1858.

### Conservatorio Nazionale di Musica e Declamazione (1876-1903)
Dopo aver creato i personaggi molto acclamati di alcune opere, viene nominato professore di canto, nell'ottobre 1876, al Conservatorio Nazionale di Musica di Parigi, dove ha Léon Escalaïs e Maria Lureau tra i suoi studenti. Scrive opere didattiche e traduce arie e opere italiane : Pagliacci, La Bohème, La Martyre, Zaza, Chatterton . . . Baritono dalla voce assicurata e flessibile, è un egregio professore e vero letterato come lo mostrano le sue opere.
Membro del Consiglio dell'Istruzione Superiore, si dimette dalle sue funzioni nel 1903 ma prosegue a dare lezioni private, lezioni di canto e regia.

## Teoria della voce e del canto
Secondo Crosti, oltre alla voce di petto e alla voce di testa, c'è una specie di emissione intermedia chiamata da lui voce palatale, cioè una lieve modificazione della voce di petto. La voce palatale si produce a livello della glottide seguendo lo stesso meccanismo della voce di petto propriamente detta (corde che vibrano in tutta la loro lunghezza), però differisce da quest'ultima nel senso che la risonanza, invece di avvenire principalmente nel torace, viene a prendere appoggio sotto la volta palatina grazie ad un'opportuna disposizione della faringe, il palato molle . Il soffio vocale, inviato verso i seni frontali e percuotendo direttamente le pareti superiori del palato, vi contrae la rotondità, la maestosità e la morbidezza a cui le cavità nasali che attraversa, pur non mettendole in vibrazione, aggiungono ancora sonorità. È anche in questo registro che si ascoltano i suoni più ricchi di un organo; perciò è necessario curarne l'emissione, perché costituisce anche il mezzo, parte della voce in cui generalmente vengono scritti i brani da cantare.
"Non respiri alzando le spalle, oltre ad essere faticoso da eseguire, è sgradevolissimo da vedere e inoltre, questo mezzo lento e fastidioso non Le consente di respirare completamente e di godere della dose integrale d'aria che costituisce una respirazione completa. Respiri con il torace come se fosse sdraiato sulla schiena. Si sdrai su un letto e studi il lavoro che viene fatto quando respira. Vedrà che le Sue spalle non si muovono, che solo il torace funziona. Beh, una volta in piedi, faccia in modo che si avvezzi a prendere il Suo respiro come lo prendeva l'istante prima, quando era sdraiato sulla schiena. Questo modo di prendere il respiro va fatto con il naso, senza aprire la bocca. Così, oltre ad aspirare altrettanto che a bocca aperta, si ha il vantaggio di non asciugarsi la gola. Quando avrà preso quest'abitudine, facile da acquisire d'altronde, si prenderà cura di mantenere nel petto il respiro preso più profondamente che sia possibile e ciò, costringendo il Suo torace con un lieve sforzo, una lieve pressione, a rimanere dilatato. È questa la posizione che deve mantenere, per quanto possibile, il cantante affinché il suo petto che è la cassa di risonanza, sia sempre nel suo massimo sviluppo. Faccia dunque un respiro profondo (come occorre farlo sempre) e prende appoggio costantemente ma leggermente sul vostro respiro prima per impedirlo di risalire troppo presto e poter così spenderlo con la massima parsimonia e poi per forzare il vostro petto a rimanere dilatato e offrire così al suono il massimo centro di sviluppo possibile. Aggiungo che questo modo di respirare Le permetterà di prendere un respiro rapido e copioso."

## Opere didattiche
- Abrégé de l'art du chant (Compendio dell'arte del canto) (1878) ;
- Six exercices vocaux (Sei esercizi vocali) (1878) ;
- La voix des enfants (La voce dei bambini) (1880) ;
- Le gradus du chanteur (Il gradus del cantante) (1893) ;
- Premières années de chant (Primi anni di canto) (1894) ;
- Précis de prononciation (Preciso di pronuncia) (1896).
- Le gradus du chanteur, méthode de chant conçue sur un plan nouveau (No 1, pour basse ou contralto), 1896 disponibile in Gallica
- Le gradus du chanteur, méthode de chant conçue sur un plan nouveau (No 3, pour ténor ou soprano), 1896 disponibile in Gallica

## Traduzione
- (FR) Paillasse, drame en 2 actes, E. Sonzogno, 1894..

## Onorificenze francesi
- Cavaliere del Legion d'onore
- Cavaliere dell'Ordine delle Palme accademiche

## Premi
- Medaglia d'argento (insegnamento artistico) all'Esposizione di Parigi
- Medaglia di bronzo (insegnamento artistico) all'Esposizione nazionale e regionale di Rouen 1884